# Lou Gehrig
Henry Louis „Lou“ Gehrig, rodným jménem Heinrich Ludwig Gehrig (19. června 1903 New York – 2. června 1941 New York), byl americký baseballista, první metař hrající za New York Yankees.

## Kariéra
Jeho kariéra trvala 17 let a celou svou kariéru hrál za newyorské Yankees a to téměř výhradně na první metě. Byl vynikajícím pálkařem a za svou kariéru dokázal odpálit 493 homerunů. V roce 1939 musel z důvodu vážného onemocnění ukončit kariéru a byl ihned uveden do baseballové síně slávy. Jeho dres s číslem 4 byl Yankess vyřazen jako vůbec první v celé Major League Baseball.
Byl držitelem několika dlouhotrvajících rekordů MLB. Až do roku 2013 držel rekord v počtu 23 odpálených grandslamů během své kariéry, než byl překonán dalším hráčem Yankees Alexem Rodriguezem. Více než půlstoletí vydržel také jeho rekord v počtu 2130 odehraných utkání bez přestávky, než byl v roce 1995 překonám Calem Ripkenem z Baltimoru.
V roce 1999 byl fanoušky zvolen do týmu století, když získal nejvyšší počet 1,2 milionu hlasů.

## Nemoc
Během jarního tréninku na sezónu 1939 nedokázal odpálit jediný homerun a ani začátek sezóny ho nezastihl v dobré formě, cítil se slabý, pomalý a jeho statistiky byly v tomto roce nejhorší za celou jeho kariéru. Poslední zápas odehrál 30. dubna proti Washingtonu a po dni volna požádal sám o pauzu po rekordních 2130 zápasech.
V červnu roku 1939 mu byla diagnostikována Amyotrofická laterální skleróza, degenerativní onemocnění buněk centrální nervové soustavy, které je neléčitelné a má za následek celkovou paralýzu. Právě po něm se nemoci, především v Severní Americe, říká Lou Gehrigova choroba.
Rychlý postup nemoci měl za následek nucené ukončení kariéry a úmrtí dva roky po diagnóze, v červnu roku 1941, těsně před jeho 38. narozeninami.